# Hans-Wilhelm Vogt
Hans-Wilhelm „Jacky“ Vogt (* 17. Mai 1932 in Wernigerode; † 1. Oktober 2020 ebenda) war ein deutscher Akkordeonist und Musikpädagoge sowie Komponist von Harzer Volksliedern und Jodlern.

## Leben

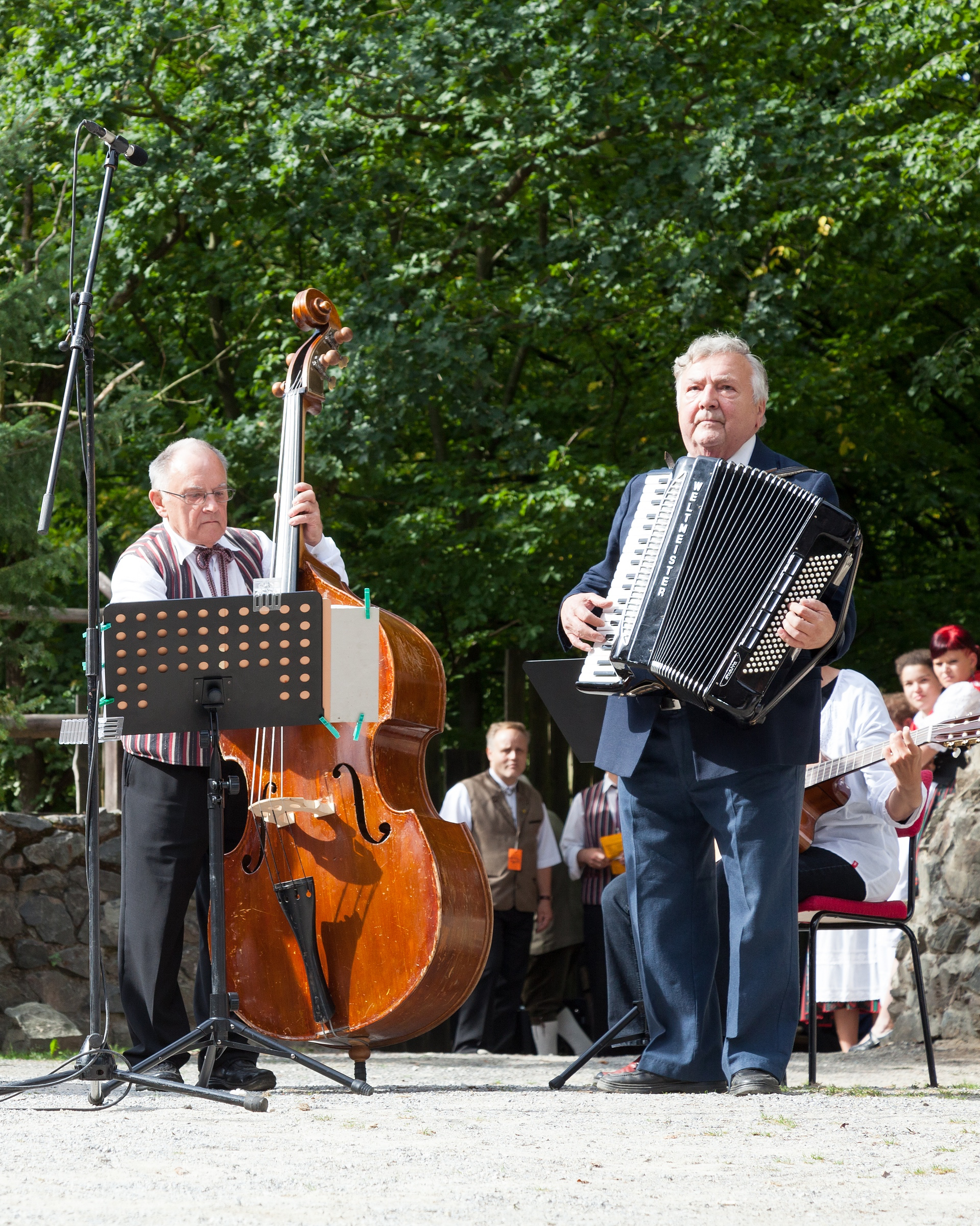
Hans-Wilhelm Vogt beim 60. Jodlerwettstreit in Altenbrak mit dem Bassisten der Heimatgruppe Elbingerode (2012)

Hans-Wilhelm Vogt war Sohn eines Sargtischlers und machte nach der Schule zunächst eine Ausbildung zum Kaufmann und Tischler. 1956 begann er ein Musikstudium in den Fächern Musikpädagogik, Akkordeon, Klavier, Chorleitung, Komposition und Schulmusik an der Hochschule für Musik Franz Liszt Weimar. 1962 erhielt er seinen Abschluss als Diplom-Schulmusiklehrer. Ab 1960 arbeitete er als Musiklehrer an der Diesterweg-Oberschule in Wernigerode. In den Jahren 1981 bis 1997 war Vogt Leiter der Kreismusikschule Wernigerode.
Hans-Wilhelm Vogt gestaltete über Jahrzehnte die Entwicklung der Harzer Folklore aktiv mit. Als Akkordeonist bei der Sing- und Spielgemeinschaft Wernigerode unter der Leitung von Georg Faulhaber kam er ab 1951 in Kontakt mit der regionalen Folklore des Harzes. Ab 1960 übernahm er die Leitung der „Heimatgruppe Elbingerode“, einem Chor, der regionale Volks- und Jodellieder singt. Mit der Heimatgruppe Elbingerode nahm Vogt die CDs So klingt´s bei uns im Harz (1991, Arminia) und Im Harz, da ist es wunderschön … Heimat- und Wanderlieder aus dem Harz (2002, Phonica) auf. Hans-Wilhelm Vogt war Mitbegründer der DDR-Folkloregruppe Harzer Folkloristen. Als Komponist schrieb er weit über 50 neue Harzer Lieder und Jodler. Zu seinen bekanntesten Kompositionen gehören Wenn hoch im Wald, Steigt der Nebel aus den Wiesen (1969), Wenn vom Harzerland wir singen (1969), Weit dehnen sich die Wälder und Jodler zu zweit (1975). Darüber hinaus stammen aus seiner Feder Instrumentalstücke für Birkenblatt, z. B. Harzer Dorfpolka (1974). Vogt notierte zahlreiche mündlich überlieferte Harzer Lieder von dem Ilsenburger Fotografen und Lieddichter Rudolf Bollmann. Im Harz machte er sich auch als Arrangeur von Harzer Liedern einen Namen. Viele Jahre lang war Vogt Mitglied des Beirats im Zentrum HarzKultur (ehemals Zentrum Harzer Volkskunst) in Wernigerode. Bei den Jodlerwettstreiten in Altenbrak und Hesserode nahm er als aktiver Musiker und später auch als Jury-Mitglied teil.

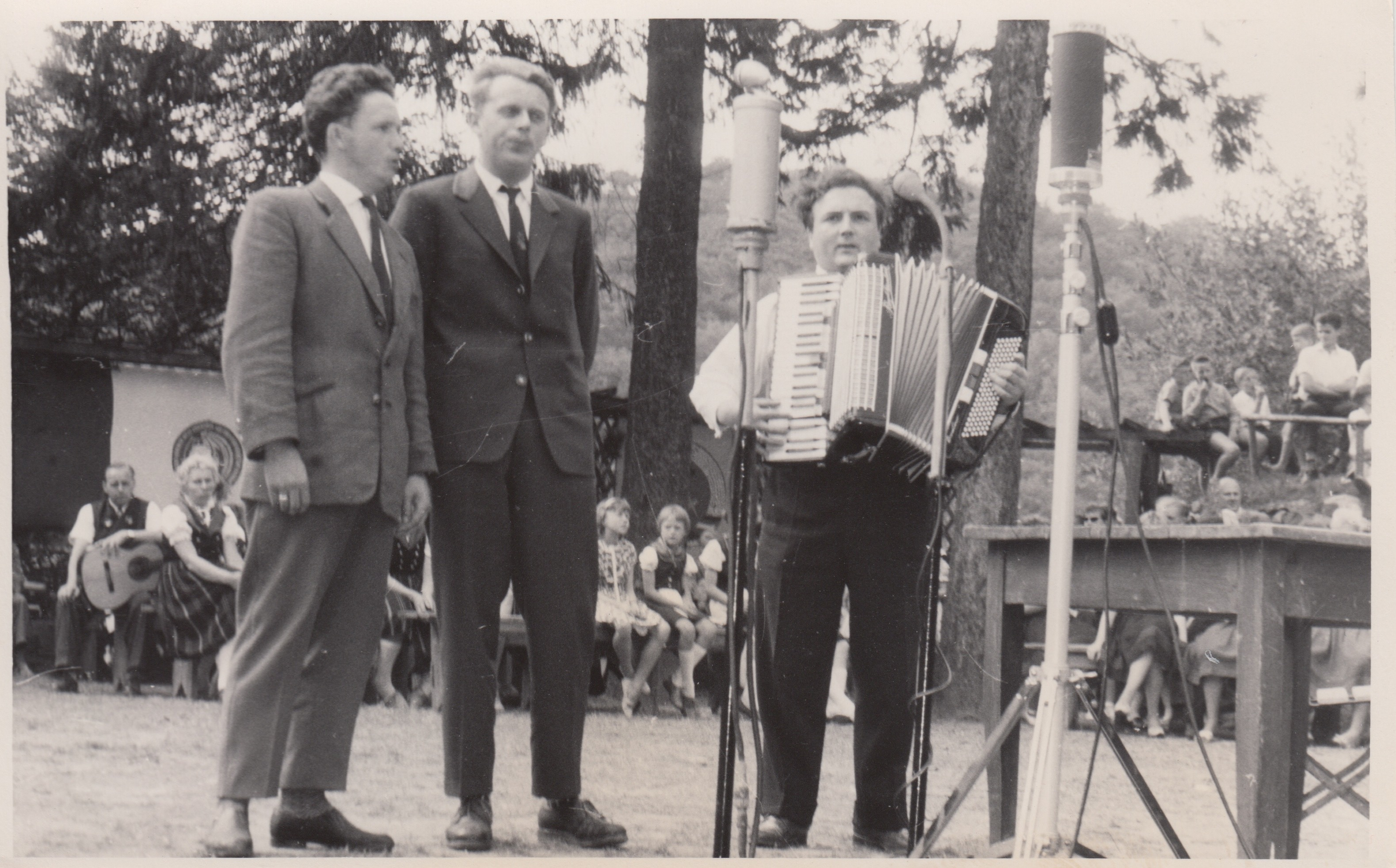
Jodlerwettstreit in Altenbrak, 1963. Günter Hinze, Wilfried Böhme und Hans-Wilhelm Vogt von der Heimatgruppe Elbingerode

Hans-Wilhelm Vogt kooperierte darüber hinaus mit zahlreichen Harzer Jodlern sowie mit Harzer Heimat-, Trachten- und Folkloregruppen. So bestand zwischen Vogt und dem Leiter der Heimatgruppe „Die Okertaler“, Helmut Kanthak, ein freundschaftliches Verhältnis. Kanthak komponierte selbst Harzer Lieder. Durch ihn gelangten auch einige der Kompositionen von Hans-Wilhelm Vogt in das Repertoire der Harzklub-Gruppen in der Region Goslar. Man kann sie auf den Schallplatten Glückauf, mein Harzerland (1983) der Trachten- und Jodelgruppe Goslar, Harzer Jodler (1974) von den fröhlichen Harzgebirglern mit der Jodelgruppe „Harzerland“ aus Seesen, auf Mein Harzerland, wie bist du schön (1975) vom Folkloretanzensemble „Harzer Roller“ sowie auf Die grünen Wälder winken (1989) von der Gruppe „Die Finkensteller“ nachhören. Vogt arbeitete auch mit der mehrfachen Harzer Jodlermeisterin Marina Hein sowie den Wernigeröder Jodlermeisterinnen Birgit Linde-Schmidt und Doris Schmidt zusammen. Weitere Produktionen entstanden mit den Original Harzer Rotkehlchen aus Osterode am Harz (1991), mit dem Harzer Folklore-Ensemble Stolberg (1992) und mit der Gruppe „Die Ilsetaler“ (1993).
Der musikalische Nachlass von Hans-Wilhelm Vogt wurde im Zentrum für Populäre Kultur und Musik in Freiburg archiviert.
Hans-Wilhelm Vogt war verheiratet mit der Lehrerin, Altistin und Moderatorin der Harzer Folkloristen Liesel Vogt. Ihre Tochter Viola (* 1962) arbeitet im Gesundheitswesen. Die Söhne Oliver und Thomas sind ebenfalls Musiker. Oliver Vogt (* 1963) lebt als Pianist und Produzent in Magdeburg, Thomas Vogt (* 1964) als Musikpädagoge und Chorleiter in Halle.

## Ehrungen
- Kunst-/Kulturpreis der Stadt Wernigerode (1985)
- Verdienstorden der Bundesrepublik Deutschland (2004)

## Diskographie
- Musik für meine Stadt: Wernigerode, die bunte Stadt am Harz (1998)[5]
- Klingendes Wernigerode (2014)[6][7]